# Hoempa Pa
Hoempa Pa (originele titel Oumpah-pah of Oumpah-pah le Peau-Rouge) is een Franse stripreeks bedacht door tekenaar Albert Uderzo en schrijver René Goscinny; het duo dat vooral bekend is van de stripreeks Asterix. De strip wordt vaak als voorloper van Asterix gezien.
De verhalen van Hoempa Pa verschenen oorspronkelijk in het tijdschrift Kuifje van 1958 tot 1962. In 1961 werden de verhalen ook als stripboeken uitgebracht.

## Verhaal
De serie draait om Hoempa Pa, een zeer sterke indiaan en zijn vriend, de Franse kolonist Hubert Bladerdeeg of Hubert Van Bladerdeeg (die door Hoempa Pa altijd “dubbele scalp” wordt genoemd vanwege zijn pruik). Het verhaal speelt zich af in het 18e-eeuwse Amerika, ten tijde van de Franse kolonisatie van Noord-Amerika.
Hoempa Pa is uitzonderlijk sterk en houdt van pemmikan. Hij is zoals veel stereotiepe indianen eerlijk, trots en nooit bang. Hubert daarentegen is klein van stuk en vaak laf. Hij en Hoempa Pa leren elkaar kennen wanneer Hubert wordt gevangen door Hoempa Pa's stam. Hij doet in de serie dienst als onderhandelaar tussen de indianen en de kolonisten.

## Publicatiegeschiedenis
Goscinny en Uderzo leerden elkaar in 1951 kennen bij het Parijse kantoor van de wereldpers. Hier bedachten ze samen de personages Hoempa Pa, Jehan Pistolet en Luc Junior. Hoempa Pa was de eerste creatie van het duo, maar trok aanvankelijk niet de aandacht van een uitgever. Tijdens een verblijf in Amerika probeerde Goscinny tevergeefs een Amerikaanse uitgever te vinden voor het personage. Het idee voor een serie over Hoempa Pa bleef wel hangen. Uiteindelijk accepteerde het tijdschrift Kuifje het aanbod van Goscinny en Uderzo om verhalen over Hoempa Pa te gaan produceren.
De eerste versie van Hoempa Pa leek nog totaal niet op de uiteindelijke versie. Zo zou de serie zich eerst gaan afspelen in het hedendaagse Amerika. Pas toen Goscinny en Uderzo voor Kuifje gingen werken bedachten ze de uiteindelijke versie van Hoempa Pa.
Na vijf albums werd de reeks stopgezet omdat lezers van Kuifje niet echt positief reageerden op de strip, en omdat Goscinny en Uderzo inmiddels waren begonnen met de Asterix-reeks.

## Albums
De albums zijn in het Nederlands onder verschillende titels uitgebracht. De bekendste titels (en hun originele Franse titels) zijn:
1. Hoempa Pa de roodhuid (Oumpah-pah le Peau-Rouge)
2. Hoempa Pa zwaait de krijgsbijl (Oumpah–pah sur le sentier de la guerre)
3. Hoempa Pa en de piraten (Oumpah–pah et les pirates)
4. De geheime opdracht (Mission secrète)
5. Hoempa Pa tegen zieke lever (Oumpah–pah contre Foie–Malade)

De eerste twee albums waren oorspronkelijk een groot album met de titel Hoempa Pa op het oorlogspad, wat later de titel werd van het tweede deel. De geheime opdracht is ook uitgegeven als De geheime boodschap.
De eerst twee albums vormen samen een doorlopend verhaal, evenals de laatste drie albums.
Van de reeks verschenen ook verscheidene integrale edities.

## Cameo in Asterix
Hoempa Pa heeft een cameo in het Asterix-album De grote oversteek en in de film Asterix verovert Rome.